# Rybołowska Ikona Matki Bożej
Rybołowska Ikona Matki Bożej – ikona Matki Bożej przechowywana w cerkwi Świętych Kosmy i Damiana w Rybołach, czczona lokalnie.

## Opis
Ikona reprezentuje typ hodigitria, jej wymiary to 94x60 cm, została napisana temperą na desce.
Matkę Boską ukazano na ikonie w czerwonej szacie okrywającej głowę, piersi i ramiona, zdobionej lamówką z frędzlami. Jej postać przedstawiono frontalnie, z głową nieznacznie pochyloną w lewo. Na lewej dłoni trzyma Dzieciątko Jezus, na które wskazuje drugą ręką. Dzieciątko ma na sobie białą suknię i ozdobną szatę, w lewej ręce trzyma księgę, prawą zaś błogosławi. Obydwie postacie posiadają aureole, przedstawione je na złotym tle z wyciskanym manierystycznym motywem zdobniczym.

## Historia
Ikona powstała w pierwszej połowie XVII w. Nie ustalono, kto i w jakich okolicznościach przekazał ją do unickiej cerkwi w Rybołach, chociaż niektórzy autorzy utrzymują, że pierwotnie znajdowała się w cerkwi w Kożanach.
Kult ikony jako cudotwórczej rozwinął się wśród miejscowych unitów najpóźniej w XVIII stuleciu. W dokumentach wizytacji kanonicznych parafii rybołowskiej z 1751 wskazano, iż na obrazie znajdowały się wota dziękczynne. O wotach wspomina się również w protokołach wizytacji z lat 1773 i 1784. Z uwagi na daleko posuniętą latynizację wnętrza świątyni ikona wstawiona była do ołtarza głównego. Łączył się z nią drugi wizerunek otaczany szczególnym kultem – ikona Świętych Kosmy i Damiana. Ikona łączy schemat typowy dla prawosławnych wizerunków maryjnych z wpływami sztuki zachodniochrześcijańskiej. Sposób jej napisania jest charakterystyczny dla lat 30. XVII w. Wśród jej pierwowzorów doszukać się można ikon Włodzimiersko-Wołyńskiej (Mścisławskiej) oraz Smoleńskiej Ikony Matki Bożej.
Mimo unickiego pochodzenia wizerunek pozostał obiektem kultu także po synodzie połockim i przyjęciu przez parafię rybołowską prawosławia. Między r. 1859 a 1869 ikonę umieszczono w srebrnej koszulce. W okresie bieżeństwa wizerunek został ukryty w Rybołach, nie został wywieziony ze wsi i dzięki temu nie zaginął, jak wiele wywiezionych elementów wyposażenia cerkiewnego. W dwudziestoleciu międzywojennym ikonę umieszczono w ozdobnym kiocie. Kult wizerunku w Rybołach trwa nadal, a dniem wspomnienia wizerunku jest dzień święta Złożenia Szat Matki Bożej w Blachernie.